# Orgolii (roman)
Orgolii este un roman de moravuri cu implicații psihologice scris de Augustin Buzura și publicat pentru prima oară în anul 1977 de Editura Dacia din Cluj-Napoca. Apariția romanului a fost amânată timp de peste patru ani de către organele de cenzură ale statului comunist, deoarece Buzura era considerat un autor incomod care nu se sfia să atace subiecte grave ale actualității social-politice precum abuzurile regimului și impostura social-științifică.
Romanul prezintă drama chirurgului savant Ion Cristian, care caută să depășească limitele științei, încercând să descopere un medicament care să permită vindecarea cancerului, dar trebuie să lupte în același timp cu agresivitatea și cu mediocritatea instaurate în societatea românească din perioada comunistă. Recomandat de propriile merite științifice pentru ocuparea funcției de rector al unui institut de medicină, profesorul Cristian oscilează o perioadă între carieră și destin, dar hotărăște să nu-și mai risipească timpul în conflicte meschine și să-și dedice restul vieții unui țel superior. Acțiunea romanului are loc în orașul Cluj la sfârșitul anilor 1960 sau începutul anilor 1970. Prin reconstituirea metodică a vieții eminentului om de știință, care a suferit mai demult o detenție nedreaptă, autorul evidențiază moravurile unei epoci și modul în care istoria poate influența destinul individual.
Construcția narativă a romanului Orgolii este necanonică, prin alternarea monologului interior (procedeu narativ principal) cu însemnările secrete ale unui delator anonim. Alături de alte două romane buzuriene (Fețele tăcerii și Vocile nopții), Orgolii este considerat, prin problematica sa social-politică, o creație reprezentativă a literaturii române.
Romanul a fost ecranizat ulterior într-un film omonim — regizat de Manole Marcus după un scenariu scris de Augustin Buzura —, în care rolul principal a fost interpretat de Victor Rebengiuc. Premiera oficială a filmului a avut loc în aprilie 1982.

### Cristalizarea unei conștiințe morale

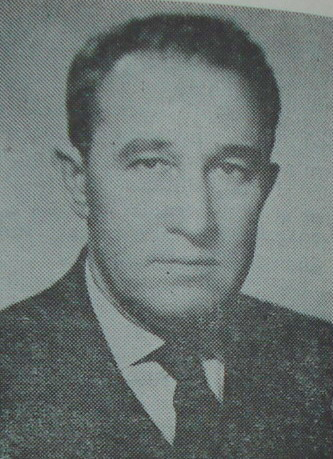
Personalitatea profesorului Cristian ar fi fost inspirată de cea a acad. clujean Octavian Fodor.

### Abuzurile săvârșite în perioada regimului comunist

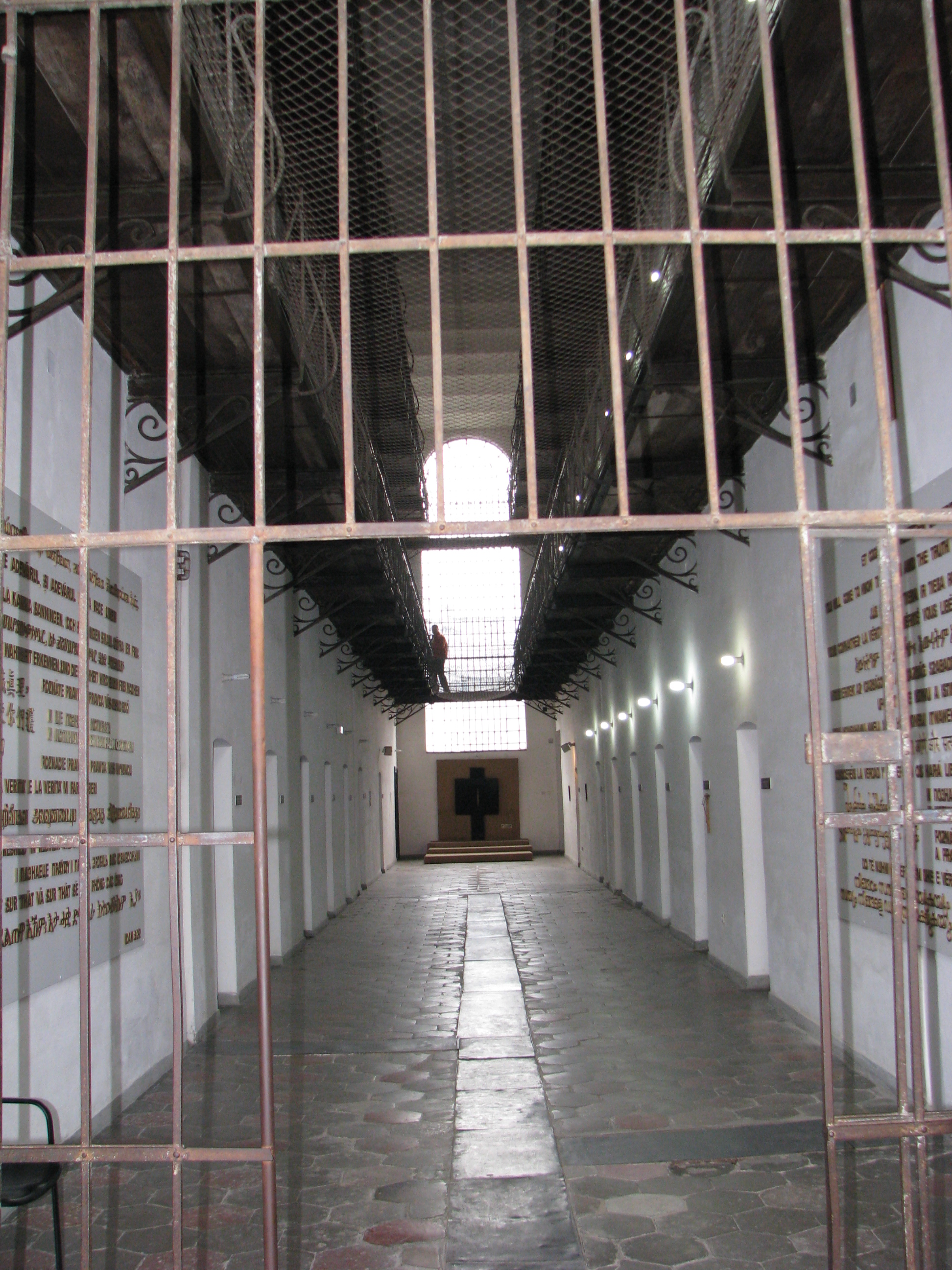
Culoarul închisorii Sighet unde au fost deținuți numeroși deținuți politici.

### Delațiunea

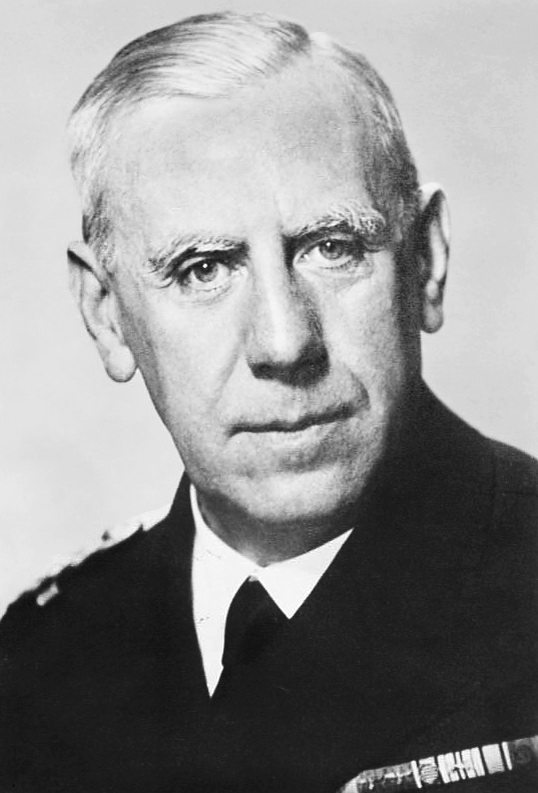
Delatorul este poreclit „Canaris”, după spionul nazist Wilhelm Canaris.

## Stil literar

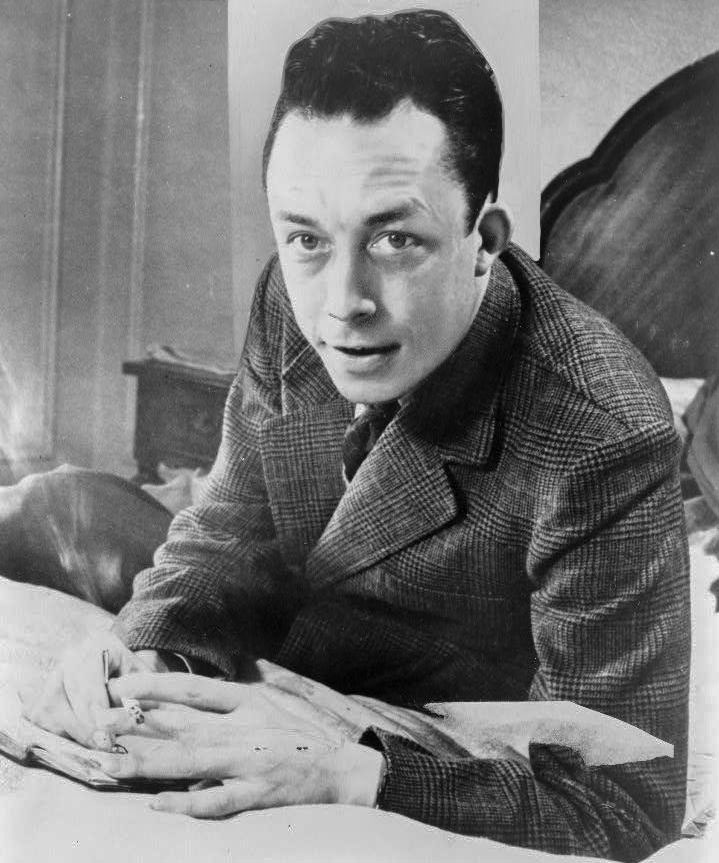
Motto-ul romanului Orgolii este atribuit lui Albert Camus.

### Prezentarea moravurilor unei epoci

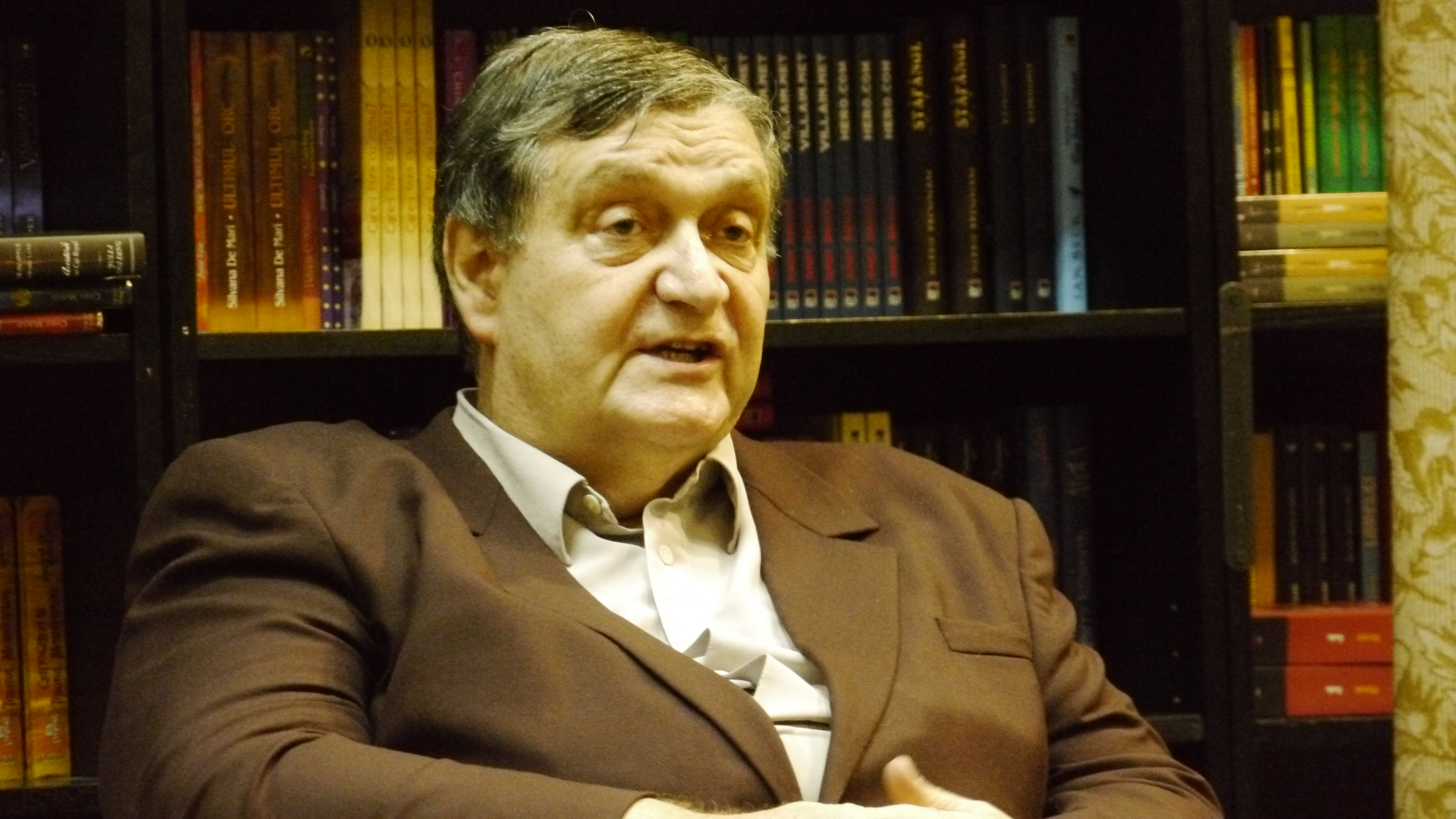
Criticul Alex Ștefănescu scria că opera literară buzuriană dezvăluie dezastrul economic, social și moral produs de regimul comunist

### Deficiențe în construcția literară

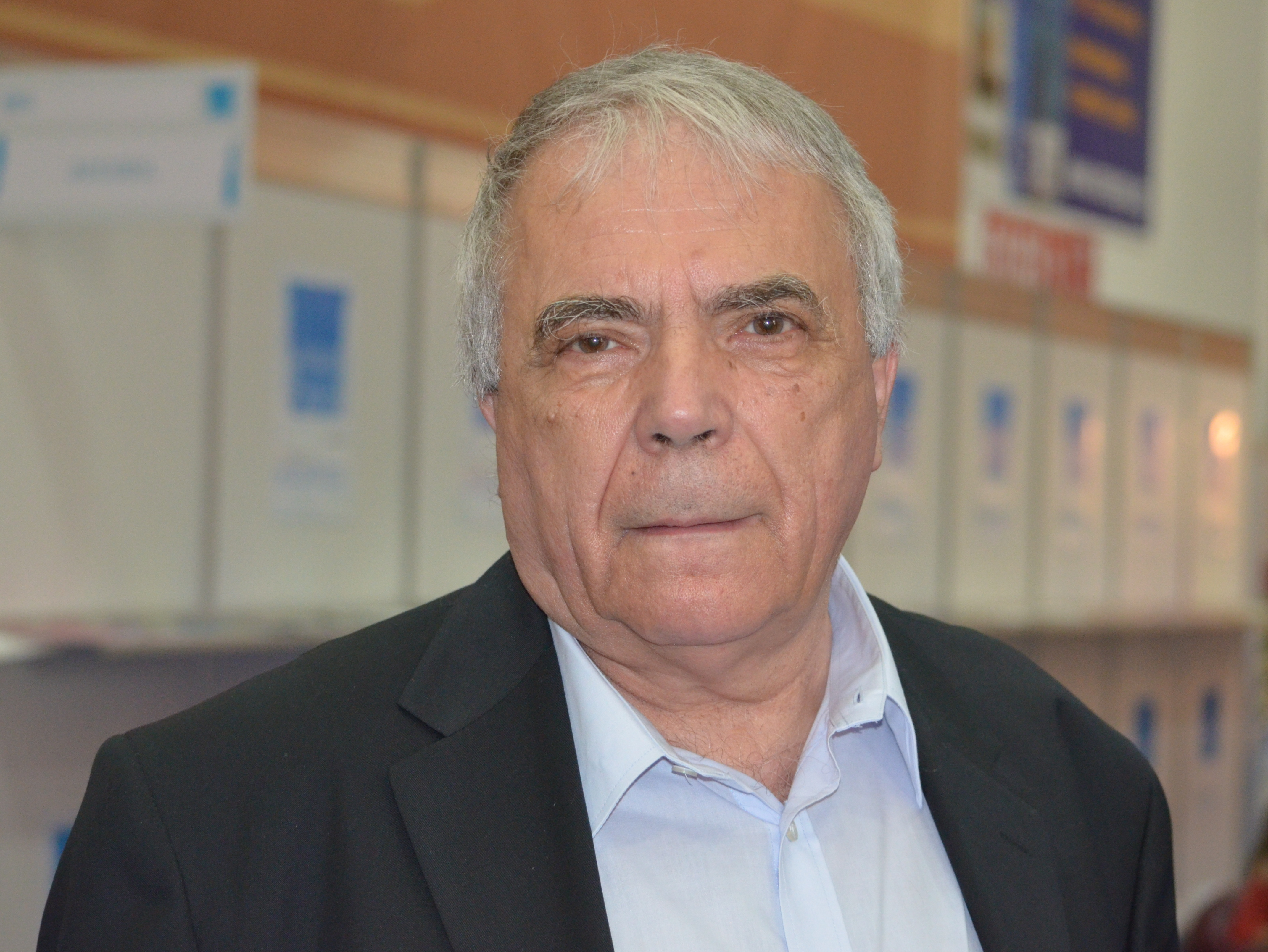
Criticul Nicolae Manolescu evidenția schematismul ideatic al intrigii și atitudinea moralizatoare a autorului

## Adaptare cinematografică

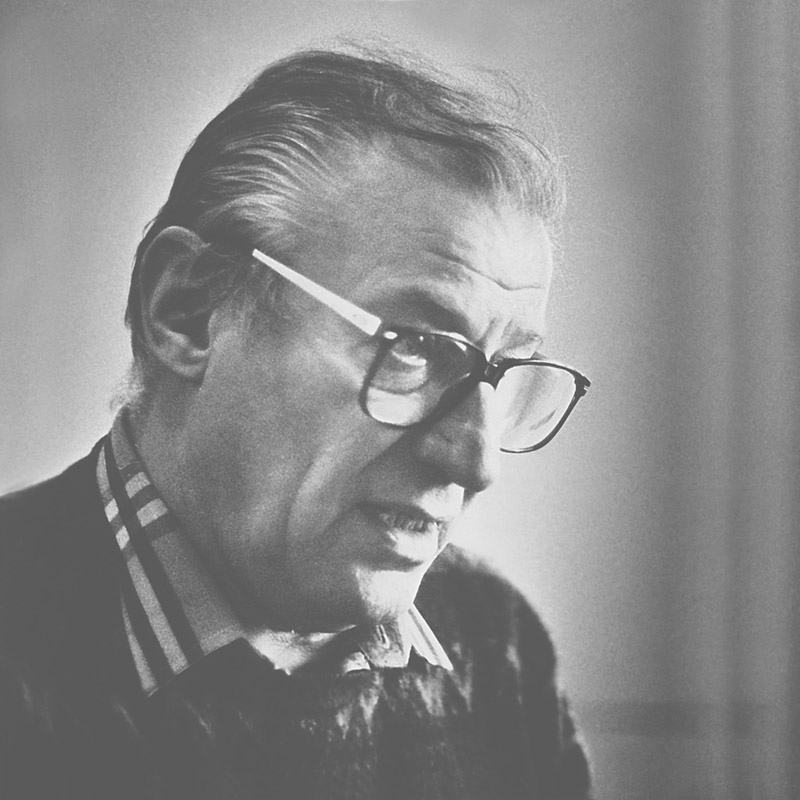
Actorul Victor Rebengiuc, interpretul academicianului Cristian.

## Rezumat
Absolvent de studii universitare la Paris și la Viena, medicul chirurg Ion Cristian a fost în tinerețe un adversar înverșunat al fascismului, a trecut prin lagărul de la Târgu Jiu în timpul regimului antonescian și a participat voluntar pe frontul de vest, dar comportamentul său inflexibil i-a creat mulți dușmani. În anii 1950, în urma denunțului prietenului său, procurorul Constantin Redman, a fost arestat de Securitate pentru că, respectând etica profesională, a salvat viața unui țăran necunoscut pe nume Bădilă ce s-a dovedit ulterior că făcea parte dintr-o bandă de luptători anticomuniști condusă de Sterian. A fost anchetat cu duritate de fanaticul Varlaam și, cu toate că a refuzat să recunoască acuzația că ar face parte din acea bandă, a suferit o detenție nedreaptă. Ulterior a fost eliberat și reabilitat, iar mai apoi, după ce a revenit în învățământul universitar și a fost numit șef de clinică și după ce soția i-a murit de cancer, și-a găsit echilibrul în muncă, încercând să descopere un citostatic care să vindece boala.
Ajuns la vârsta deplinei maturități, profesorul se află la 118-a încercare de a găsi citostaticul care să determine reducerea tumorii, având orgoliul de a continua cercetarea până când va avea succes. În prezent el nu mai dorește decât să fie lăsat să-și continue cele două proiecte care-i ocupă timpul: experiențele pentru descoperirea citostaticului și rescrierea tratatului de chirurgie. Existența sa se complică: mai tânărul profesor Codreanu încearcă să-l convingă să accepte candidatura la postul de rector al Institutului de Medicină ce urma să devină vacant ca urmare a pensionării acad. Coja-Dornești, iar două personaje din trecutul său (fostul procuror Redman și fosta iubită Cristina Fărcașiu) reapar brusc ca pacienți în clinica pe care o conduce, provocându-i meditații intense cu privire la eșecurile sale sociale și profesionale și făcându-l să se gândească tot mai mult la moarte.
Profesorul Cristian se trezește prins în mijlocul adversităților din mediul universitar, pe măsură ce se apropie alegerile pentru funcția de rector. În același timp, fiul său, Andrei, un tânăr inteligent și intransigent ce refuză compromisul, începe să-și conteste tatăl pe care-l acuză că a cedat laș în fața agresivității și a mediocrității. Ascultând două versiuni diferite ale poveștii detenției politice (relatate de Redman și de Cristian), Andrei înțelege că tatăl său trecuse prin situațiile cele mai umilitoare, fără să cedeze din punct de vedere moral.
Atacurile împotriva profesorului Cristian se întețesc și devin tot mai josnice, în ciuda faptului că anunțase că nu va candida la funcția de rector, deoarece opozanții săi, carieriști și mediocri, se tem de autoritatea pe care i-o conferă prestigiul academic și de inflexibilitatea morală pe care o dovedise în diferite ocazii. Îi taie fondurile pentru cercetare, încearcă să-l șantajeze cu sancțiuni la adresa fiului său, Andrei, îl amenință cu o declarație mincinoasă a lui Redman care îl acuza de luare de mită, ajungând chiar să-i conteste meritele științifice și să ceară să fie supus unei expertize psihiatrice. Alegerile trec, iar profesorul Cristian își continuă neabătut activitatea, uzat de lupta cu nulitățile, dar nu învins.

## Structură
Romanul este împărțit în 24 de capitole numerotate cu cifre arabe și fără titluri. Zece capitole conțin însemnări ale unui delator anonim angajat în Clinica chirurgicală 1, iar un alt capitol (nr. 20) este format dintr-un denunț anonim formulat „în numele unui grup de cadre didactice” cu privire la activitatea desfășurată de prof. Cristian.

## Personaje
- Ion Cristian — reputat chirurg, profesor universitar, membru al Academiei Române, directorul Clinicii chirurgicale 1, cercetător al etiologiei cancerului.[12] Provine dintr-o familie de țărani chiaburi[31] și a urmat studii la Paris și Viena;[32] a devenit un adversar al fascismului, a fost deținut în lagărul de la Târgu Jiu și a fost voluntar pe frontul antihitlerist.[13][19] În primii ani ai regimului comunist a fost denunțat Securității de prietenul său, Redman, pentru că a tratat un necunoscut ce s-a dovedit ulterior că făcea parte dintr-o bandă de luptători anticomuniști și a fost anchetat în închisoare de fanaticul Varlaam, refuzând să recunoască acuzația că ar face parte din acea bandă.[20] Eliberat din închisoare și reabilitat, devine profesor universitar și caută cu încăpățânare un citostatic care să vindece cancerul.[7][12][22]
- Andrei Cristian — fiul profesorului Cristian, student la Facultatea de Medicină.[33] Are o relație cu o asistentă divorțată pe nume Irina Ionescu, ce are o proastă reputație.[34] Tânăr inteligent, adversar al compromisului,[19] încearcă să înțeleagă trecutul tatălui său și ajunge, după ce ascultă mai multe confesiuni, să-i recunoască demnitatea morală și dorința de a spune adevărul.[20] Intră la rândul său în conflict cu demagogii și carieriștii din mediul universitar.[27]
- Constantin Redman (58 ani) — jurist, care a devenit procuror și profesor universitar în primii ani ai regimului comunist.[35] A fost în tinerețe prieten cu Cristian, dar l-a denunțat organelor de securitate din dorința de a parveni, dar și pentru a se putea căsători cu Stela, cu care fusese mai demult pe punctul de a se logodi.[16][20][25][30] Dat afară din universitate și din procuratură, ajunge angajat la Întreprinderea de transporturi[36] și se internează în clinica prof. Cristian cu diagnosticul prezumtiv de cancer.[20][21] Îl minte pe Andrei, făcându-l să se îndoiască de propriul tată.[20]
- Varlaam — fost măcelar și boxer, devenit ulterior anchetator al Securității[19] și dovedindu-se a fi un individ scelerat specializat în distrugerea morală a indivizilor.[20][37] Dușmănindu-l pe medicul Cristian, care a refuzat să falsifice un raport de expertiză medico-legală, îi promite o sancțiune severă și dispune arestarea și anchetarea lui sub acuzația că ar face parte dintr-o bandă de luptători anticomuniști.[19][21] Este arestat și condamnat ulterior, la rândul său, și ajunge să lucreze după eliberare ca vânzător de loz în plic la o tarabă stradală.[16][38]
- Cristina Fărcașiu — fosta iubită a dr. Cristian din perioada studiilor universitare de la Paris.[16][27] L-a părăsit pe Cristian și s-a căsătorit apoi cu avocatul Sabin Fărcașiu.[39] Rămasă văduvă, se retrage la o cabană de vânătoare de la marginea unei păduri, trăind în sălbăticie.[23][37] Ajunge în clinica prof. Cristian aproape în același timp cu Redman, iar după operație și o serie de convorbiri cu fostul ei iubit se întoarce în pădure și este devorată de animalele pe care le îmblânzise.[23] Criticul Eugen Simion o considera „o Caty Zănoagă cu gusturi rousseauiste”.[27]
- Codreanu — medic chirurg, profesor universitar, directorul Clinicii chirurgicale 2.[31] S-a căsătorit cu fiica fostului decan și a fost numit în funcția de șef de lucrări, apoi a avut o ascensiune rapidă în mediul universitar.[40] Carierist și demagog, încearcă să-l convingă pe prof. Cristian să candideze la funcția de rector pentru a avansa în carieră.[27]
- Olimpiu Vasiliu — profesor universitar de medicină internă, care-l atacă pe Cristian într-o ședință pentru a-și păstra postul și a-și asigura o pensie bună.[41]
- Boțan — profesor universitar de igienă, mare consumator de alcool.[42]
- Mihail T. Ottescu (poreclit Toby) — profesor universitar de farmacognozie, elevul profesorului von Brannowitz.[43] Este un individ îngâmfat, ce-și manifestă ambiția de a deveni rector pe considerentul că este profesorul cel mai în vârstă.[44]
- Coja-Dornești — profesor universitar, membru al Academiei Române, rectorul Institutului de Medicină, aflat aproape de pensionare.[45] A fost în tinerețe un bun organizator, fără a fi autorul unor lucrări importante, dar elanul i-a scăzut pe parcurs și nu s-a mai implicat eficient în conducerea institutului.[46]
- Crețu — profesor universitar, prorector al Institutului de Medicină.[47] Ambițios și tenace, dorește să ajungă rector după pensionarea acad. Coja-Dornești.[48]
- Anania — laborantul prof. Cristian, persoana din clinică cea mai apropiată de profesor.[49] Este căsătorit și locuiește cu trei copii într-o singură încăpere.[49]
- Vera Panaitescu — medic la Clinica chirurgicală 1, asistenta și colaboratoarea apropiată a prof. Cristian.[50] Între cei doi se înfiripă o ambiguă relație de dragoste, pe care profesorul o respinge dintr-un soi de incapacitate afectivă.[21][27]
- Dumitrescu — medic la Clinica chirurgicală 1, colaborator apropiat al prof. Cristian.[51]
- „Canaris” — laborant la Clinica chirurgicală 1, care iscodește și scrie denunțuri în care-l acuză pe prof. Cristian de comportament dictatorial și imoral.[52]
- Stela Cristian — fiica avocatului Șoimescu, soția prof. Cristian. A absolvit Facultatea de Litere și Filosofie cu rezultate strălucite și a fost pe punctul de a se logodi cu Redman, dar s-a căsătorit cu Cristian.[20] Redman o convinge să divorțeze după ce medicul este arestat, pentru a se putea angaja, dar femeia se poartă cu demnitate și continuă să-și aștepte soțul.[16][20] A murit în urma unui cancer de col uterin după două luni de suferință.[21][53]
- Ana Șoimescu — văduva avocatului și deputatului național-țărănist Aurel Șoimescu, mama Stelei și a Elvirei, soacra prof. Cristian. Are aproape 80 de ani.[54]
- Suzana Winter — menajera prof. Cristian, care este periodic dată afară de doamna Șoimescu.[55]

## Scriere și publicare

### Crezul artistic al autorului
Preocupările literare ale lui Augustin Buzura datează din perioada studenției la Facultatea de Medicină și Farmacie din Cluj (1958–1964), când a făcut parte dintr-un cenaclu literar condus de profesorul Mircea Zaciu. Tânărul student a cochetat o perioadă atât cu medicina, cât și cu literatura, iar primul volum de proză scurtă intitulat Capul Bunei Speranțe (1963) i-a fost publicat în timpul studiilor universitare. Lucrarea sa de diplomă intitulată Shakespeare în psihiatrie a căutat să împace ambele preocupări ale lui Buzura, care a crezut o perioadă că va lucra ca medic psihiatru.
Medic de profesie, Augustin Buzura își formase încă de timpuriu o cultură literară solidă și cunoștea operele unor mari scriitori naționali și universali precum Ioan Slavici, Ion Agârbiceanu, Liviu Rebreanu, Camil Petrescu, Gib Mihăescu, Marin Preda, Feodor Dostoievski, James Joyce și William Faulkner. Îl preocupau îndeosebi cazurile de conștiință, credea în virtuțile psihanalizei, respingea balcanismul, picanteriile și vorbele goale și se declara mulțumit că proza contemporană fusese eliberată „de comodul dar atât de păgubitorul dogmatism și pășunism, de extazul primar în fața naturii, de liricoidismul desuet, de personajele sterilizate, acefale”. Ca scriitor el a folosit sondajul psihologic și monologul interior pentru a explica structura morală complexă a indivizilor, influențată de schimbările istorice recente.
Romancierul a pus accentul în scrierile sale pe rostirea adevărului, considerând că doar dialogul liber poate constitui baza progresului social și moral. În opinia sa, operele literare au misiunea de a-i educa pe cititori, de aceea trebuie să fie utile. Buzura a urmărit să combată în romanele sale „inerția, ignoranța, agresivitatea, minciuna, lenea”, încercând să contribuie astfel la purificarea universului social și spiritual în care trăia. „[...] Între a-mi face eu cheful în literatură, deci a scrie ceea ce aș fi tentat, și a scrie ceea ce e necesar trebuie să aleg varianta a doua. Am scris ceea ce am considerat că ar fi necesar să scriu”, a susținut scriitorul.

### Publicare și receptare publică

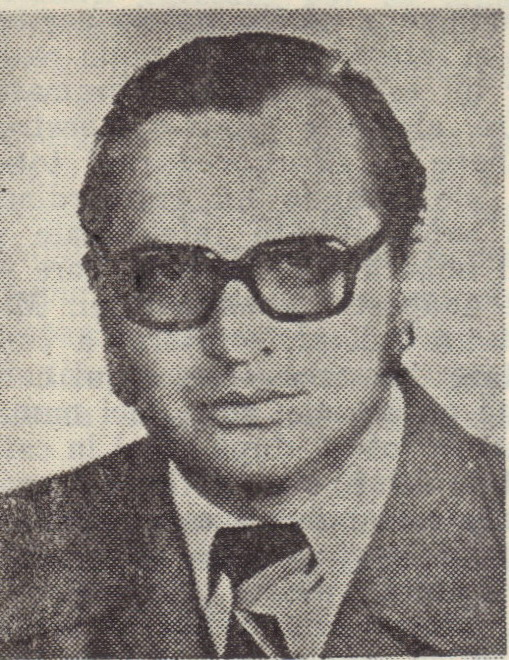
Augustin Buzura a fost considerat unul dintre cei mai incomozi scriitori care au publicat în timpul regimului comunist.